# Paul Fischer (Leichtathlet)
Paul Fischer (* 1881; † unbekannt) war ein deutscher Leichtathlet und Kunstturner, der an den Olympischen Spielen 1908 in London teilnahm.
Im 100-Meter-Lauf konnte er seinen Vorlauf nicht beenden. Sein Resultat aus dem Einzelmehrkampf im Kunstturnen ist ebenfalls unbekannt.
Fischer siegte bei den Deutschen Meisterschaften 1898 über 100 und 200 Meter und wurde somit erster Deutscher Meister der Leichtathletikeschichte.